# Phyllomedusa distincta
Espèce
Synonymes
- Phyllomedusa burmeisteri distincta Lutz, 1950

Statut de conservation UICN

 LC  : Préoccupation mineure
Phyllomedusa distincta est une espèce d'amphibiens de la famille des Phyllomedusidae.

## Répartition
Cette espèce est endémique du Brésil. Elle se rencontre le long de la bande côtière dans les États de São Paulo, du Paraná, de Santa Catarina et du Rio Grande do Sul jusqu'à 1 000 m d'altitude.

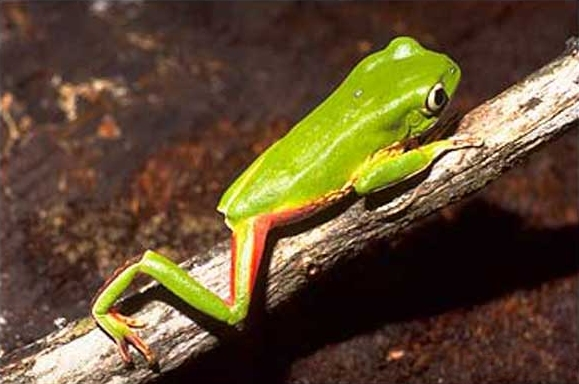
Phyllomedusa distincta

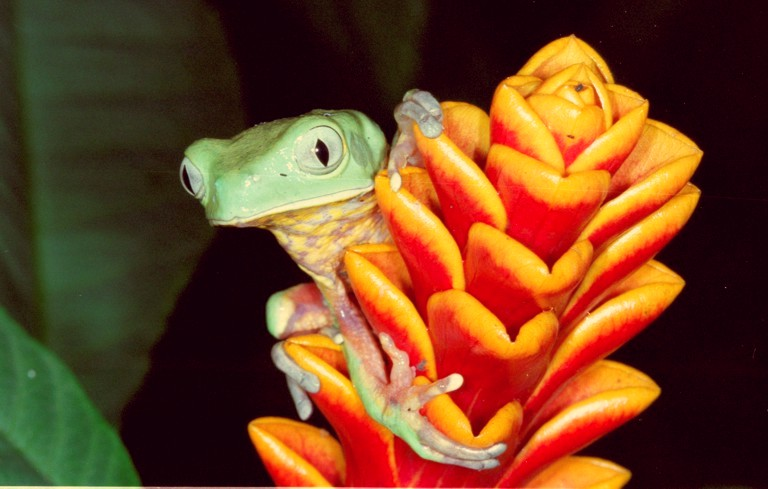
Phyllomedusa distincta

## Publication originale
- Lutz, 1950 : Hylidae in the Adolpho Lutz collection of the Instituto Oswaldo Cruz. V. Mode of locomotion and structure of hand and foot; V.a Phyllomedusa (Pithecopus) burmeisteri distincta A. Lutz V.b Aplastodiscus perviridis A. Lutz. Memórias do Instituto Oswaldo Cruz, vol. 48, 50th ed. celebration, p. 617-637 (texte intégral).